# Гарленд (Вайоминг)
Гарленд (англ. Garland) — статистически обособленная местность, расположенная в округе Парк (штат Вайоминг, США) с населением в 95 человек по статистическим данным переписи 2000 года.

## География
По данным Бюро переписи населения США, статистически обособленная местность Гарленд имеет общую площадь в 8,03 квадратных километров, водных ресурсов в черте населённого пункта не имеется.
Статистически обособленная местность Гарленд расположена на высоте 1297 метров над уровнем моря.

## Демография
По данным переписи населения 2000 года, в Гарленде проживало 95 человек, 28 семей, насчитывалось 43 домашних хозяйства и 47 жилых домов. Средняя плотность населения составляла около 11,9 человек на один квадратный километр. Расовый состав Гарленда по данным переписи распределился следующим образом: 98,95 % белых, 1,05 % — испаноговорящих.
Из 43 домашних хозяйств в 18,6 % — воспитывали детей в возрасте до 18 лет, 58,1 % представляли собой совместно проживающие супружеские пары, в 4,7 % семей женщины проживали без мужей, 32,6 % не имели семей. 25,6 % от общего числа семей на момент переписи жили самостоятельно, при этом 16,3 % составили одинокие пожилые люди в возрасте 65 лет и старше. Средний размер домашнего хозяйства составил 2,21 человек, а средний размер семьи — 2,69 человек.
Население статистически обособленной местности по возрастному диапазону по данным переписи 2000 года распределилось следующим образом: 18,9 % — жители младше 18 лет, 7,4 % — между 18 и 24 годами, 15,8 % — от 25 до 44 лет, 33,7 % — от 45 до 64 лет и 24,2 % — в возрасте 65 лет и старше. Средний возраст жителей составил 48 лет. На каждые 100 женщин в Гарленде приходилось 90,0 мужчин, при этом на каждые сто женщин 18 лет и старше приходилось 108,1 мужчин также старше 18 лет.
Средний доход на одно домашнее хозяйство в статистически обособленной местности составил 26 250 долларов США, а средний доход на одну семью — 75 246 долларов. Доход на душу населения в статистически обособленной местности составил 24 333 доллара в год. Все семьи Гарленда имели доход, превышающий уровень бедности, 28,8 % от всей численности населения находилось на момент переписи населения за чертой бедности, включая 23,8 % жителей старше 65 лет.